# Fonoton Municipality
Fonoton Municipality är en kommun i Mikronesiska federationen.   Den ligger i delstaten Chuuk, i den västra delen av landet, 700 km väster om huvudstaden Palikir. Antalet invånare är 397. Fonoton Municipality ligger på ön Fono Island.